# Ай-Вошъёган
Ай-Вошъёган (устар. Ай-Вош-Юган) — река в России, протекает по Ханты-Мансийскому АО. Устье реки находится в 14 км по правому берегу реки Ун-Вошъёган. Длина реки составляет 94 км, площадь водосборного бассейна 998 км².

## Притоки
- Мувхотайёган (пр)
- 10 км: Вонсоим (лв)
- Муххолоръёган (пр)
- Айвис (пр)
- Вонвис (пр)
- Сэсынгпухырайёган (лв)
- Отвонпухырсоим (лв)
- Хомсынкальай-Соим (лв)
- Катрось-Соим (пр)
- Оськутопсоим (лв)

## Данные водного реестра
По данным государственного водного реестра России относится к Нижнеобскому бассейновому округу, водохозяйственный участок реки — Обь от впадения Иртыша до впадения реки Северная Сосьва, речной подбассейн реки — бассейны притока Оби от Иртыша до впадения Северной Сосьвы. Речной бассейн реки — (Нижняя) Обь от впадения Иртыша.
Код объекта в государственном водном реестре — 15020100112115300020623.